# 리버데일 (드라마)
《리버데일》(영어: Riverdale)은 미국의 청춘 미스터리 드라마로, 아치 코믹스의 동명 만화를 원작으로 한다. CW 채널에서 2017년 1월부터 2023년 8월까지 방영됐으며, 로베르토 아기레사카사가 제작했다. 주인공 아치 역에 KJ 아파, 베티 역에 릴리 라인하트, 베로니카 역에 카밀라 멘데스, 저그헤드 역에 콜 스프라우스, 조시 역에 애슐리 머리 등이 출연했다.

## 출연진

### 주연
- KJ 아파 - 아치볼드 "아치" 앤드루스
- 릴리 라인하트 - 엘리자베스 "베티" 쿠퍼
- 카밀라 멘데스 - 베로니카 로지
- 콜 스프라우스 - 포사이드 "저그헤드" 존스 3세 / 내레이션
- 마리솔 니콜스 - 허마이어니 로지
- 매들린 페치 - 셰릴 블러섬
- 애슐리 머리 - 조지핀 "조시" 매코이
- 메이천 에이믹 - 앨리스 쿠퍼
- 루크 페리 - 프레더릭 "프레드" 앤드루스

### 조연
- 케이시 콧 - 케빈 켈러
- 코디 키어슬리 - 마머듀크 "무스" 메이슨
- 찰스 멜튼 - 레지널드 "레지" 맨틀
- 세라 헤이블 - 제럴딘 그런디 선생님
- 트레버 스타인스 - 제이슨 블러섬
- 로클린 먼로 - 핼 쿠퍼
- 에이샤 브롬필드 - 멜로디 밸런타인
- 헤일리 로 - 밸러리 브라운
- 올리비아 라이언 스턴 - 티나 파텔
- 케이틀린 미첼마코비치 - 진저 로페스
- 메이저 커다 - 딜턴 도일리
- 로빈 기븐스 - 시에라 매코이
- 내털리 볼트 - 퍼넬러피 블러섬
- 바클리 호프 - 클리프 블러섬
- 티어라 스코비 - 폴리 쿠퍼
- 콜린 로런스 - 클레이턴 코치님
- 조던 캘러웨이 - 척 클레이턴
- 피터 제임스 브라이언트 - 월도 웨더비 교장 선생님
- 마틴 커민스 - 켈러 보안관
- 앨빈 샌더스 - 팝 테이트
- 톰 맥베스 - 스미더스
- 아다인 브래들리 - 트레이 브라운

### 단역
- 섀넌 퍼서 - 에설 머그스
- 스키트 울릭 - 포사이드 존스 2세
- 롭 라코 - 호아킨
- 라울 카스티요 - 오스카르 카스티요
- 몰리 링월드 - 메리 앤드루스